# Phaeochroops laotianus
Phaeochroops laotianus är en skalbaggsart som beskrevs av Renaud Maurice Adrien Paulian 1945. Phaeochroops laotianus ingår i släktet Phaeochroops och familjen Hybosoridae. Inga underarter finns listade i Catalogue of Life.